# Ferdynand Hoesick

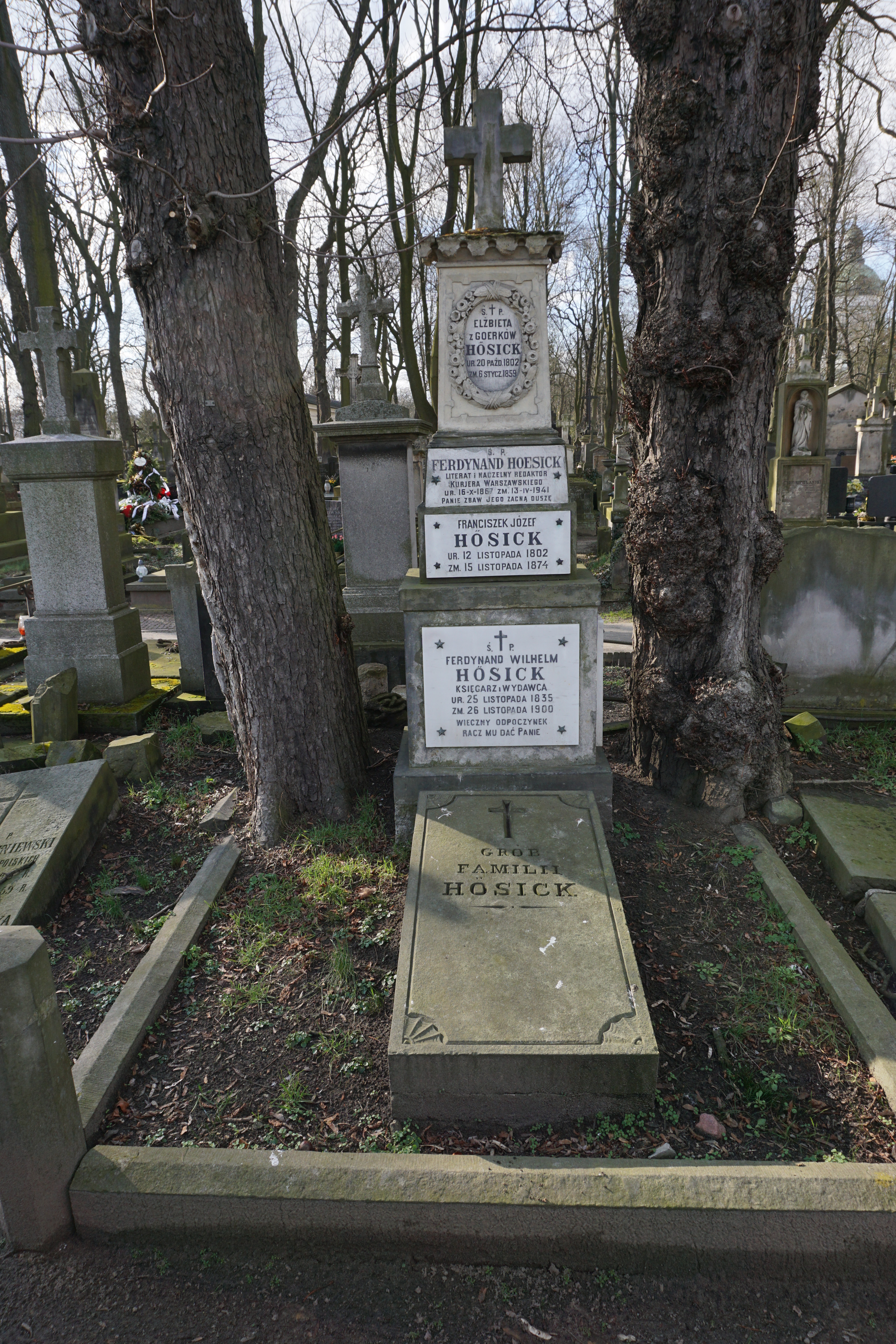
Grób Ferdynanda Hoesicka na cmentarzu Powązkowskim

Ferdynand Hoesick (ur. 16 października 1867 w Warszawie, zm. 13 kwietnia 1941 tamże) – polski księgarz i wydawca, pisarz, historyk literatury, muzykograf, redaktor naczelny „Kurjera Warszawskiego”.

## Życiorys
Syn księgarza i wydawcy Ferdynanda Wilhelma Hoesicka (ur. 25 lutego 1835, zm. 26 listopada 1900) i Marii z Granzowów. Studiował na uniwersytetach w Rydze, Heidelbergu, Krakowie (1888–1890 na UJ historię literatury) oraz na Sorbonie. Był członkiem korporacji „Welecja”. W roku 1900 przejął po ojcu firmę księgarsko-wydawniczą, założoną w 1865 i działającą do czerwca 1940. Od 1905 roku działał w Krakowie, a od 1924 był współredaktorem „Kurjera Warszawskiego”. Był jednym z założycieli Instytutu Fryderyka Chopina (1934). 
Był autorem pierwszego literackiego opisu Wołomina w książce Dom rodzicielski (1935). Był wielkim miłośnikiem Zakopanego i Tatr, turystą i taternikiem.
Jest autorem wielotomowych opracowań: Życie Juliusza Słowackiego na tle współczesnej epoki (1896–1897), Miłość w życiu Zygmunta Krasińskiego (1899) oraz Chopin. Życie i twórczość (1910–1911), ponadto książek o życiu i twórczości Juliana Klaczki oraz Stanisława Tarnowskiego, a także czterotomowego dzieła Tatry i Zakopane. Przeszłość i teraźniejszość, wydanego w latach 1920–1931. Opublikował trzy odnalezione utwory Chopina: Mazurek (2. wersja op. 7 nr 2), Walce Es-dur i As-dur, a także utwory Adama Asnyka zebrane w trzech tomach w roku 1916.
Ogłosił dwa zbiory opowiadań Samotność oraz Niedole małżeńskie, a ponadto powieść Nemezis, które nie zostały dobrze przyjęte przez krytykę. W roku 1935 ukazał się w czterech tomach jego pamiętnik Dom rodzicielski, wznowiony w skróconej dwutomowej wersji w 1959 roku pod tytułem Powieść mojego życia.
Wiele prac Hoesicka (podpisującego się także jako Hösick) znajduje się w zbiorach Biblioteki Narodowej. Są to m.in.: zeszyty szkolne, notatki akademickie - zarówno w języku polskim, rosyjskim, niemieckim i francuskim, dzienniki z podróży po Europie, materiały do książki Dom rodzicielski, rękopisy artykułów o Chopinie, Asnyku i Wyspiańskim czy listy do ojca. W roku 2016 z okazji obchodów 75 rocznicy śmierci Hoesicka Biblioteka Narodowa udostępniła ponad 80 zdigitalizowanych prac Hoesicka na swoim portalu Polona.  
W 1902 ożenił się z Zofią Janiną Lewental. Jego wnuczką jest Beatrix Podolska.
Spoczywa na cmentarzu Powązkowskim w Warszawie (kwatera 156-5-21,22).
Jako Pan Esik upamiętniony przez Tadeusza Boya-Żeleńskiego w Słówkach, m.in. w Dniu P. Esika w Ostendzie.   

## Ordery i odznaczenia
- Złoty Krzyż Zasługi (22 kwietnia 1939)[7]
- Złoty Wawrzyn Akademicki (4 listopada 1937)[8]

## Dzieła (wybór)
- Chopin. Życie i twórczość (tom 1–3, 1910–1911)[2]
- Samotność (1895)
- Sienkiewicz jako felietonista. Zapomniane kartki z teki Litwosa (1902)
- Niedole małżeńskie (1915)
- Nemezis (1913)
- Życie Juliusza Słowackiego na tle współczesnej epoki (tom 1–3, 1896–1897)
- Miłość w życiu Zygmunta Krasińskiego (tom 1–2, 1899)
- Tatry i Zakopane. Przeszłość i teraźniejszość (tom 1–4, 1920–1931).